# David Marciano (joueur d'échecs)
Pour les articles homonymes, voir Marciano.
Pour l'acteur, voir David Marciano.
David Marciano, né le 4 juillet 1969 à Toulouse (France), est un joueur d'échecs français. Il est affilié à la fédération monégasque depuis 2014.

## Biographie et carrière
Maître international en 1992 et grand maître international depuis 1998, il fut quatrième du championnat de France en 1997 et 1998 et vice-champion de France en 1999.
Spécialiste du jeu rapide, il remporte également les championnats de France rapide en 1994 et 1996.
Membre de l'équipe de France de 1993 à 2001, il décroche la médaille de bronze au championnat du monde des nations des moins de 26 ans à Paranaguá (Brésil) en 1993.
C'est cependant surtout en club qu'il brille. Tout d'abord avec Lyon-Oyonnax, avec qui il remporte les championnats de France 1994 et 1995, la coupe de France 1994 et 1995 et la coupe d'Europe 1994. Puis avec le Cercle d'échecs de Monte-Carlo, dont il est capitaine de 1999 à 2006 et avec qui il gagne les championnats de France 2001 et 2002.
Il décroche également la médaille d'or au 5e échiquier de l'équipe monégasque lors de la coupe d'Europe 2004 à Çeşme, en Turquie (l'équipe finit 8e). Il est aussi champion de Suisse avec le club de Réti Zürich en 2013 et 2014.
Collaborateur de nombreux magazines, il a écrit des articles d'ouvertures dans Chess From Russia et New in Chess et commenté des centaines de parties dans Gambisco et Europe Échecs.
David Marciano a pris sa retraite échiquéenne fin juin 2006, mais est resté actif jusqu'en 2016 en jouant quelques parties avec ses clubs : le Cercle d'échecs de Monte-Carlo et Réti Zürich.
Son dernier classement Elo, au 1er octobre 2016, est de 2464 points.

### Une partie
Marciano-Bukal (en), Cannes, 1998
1. e4 e6 2. d4 d5 3. Cd2 Cf6 4. Fd3 c5 5. e5 Cfd7 6. c3 Cc6 7. Ce2 cxd4 8. cxd4 a5 9. Cf3 a4 10. 0-0 Fe7 11. Cf4 g6 12. Ch3 h6 13. Cf4 Cb6 14. Fd2 Cb4 15. Fxb4 Fxb4 16. a3 Fe7 17. Tc1 h5 18. h4 Fxh4 19. Cxg6!! fxg6 20. Fxg6+ Rd7 21. Dd3 Ta5 22. Dd2 Tb5 23. Fd3 Tb3 24. Da5 Re8 25. Cxh4 Txd3 26. Db5+ Fd7 27. Dxd3 Dxh4 28. Tc7 Fc6 29. Dg6+ Rd8 30. Tg7 Te8 31. f4 Cc4 32. g3! 1-0.